# Alfred Bernhard Lau
Alfred Bernhard Lau (* 5. August 1928 in Solingen; † 27. Februar 2007 in Fortín de las Flores, Veracruz) war ein deutscher Missionar und Kakteenforscher. Sein offizielles botanisches Autorenkürzel lautet „A.B.Lau“.

## Leben und Wirken
Alfred Lau begann 1947 am All Nations Bible College in England seine Ausbildung zum Priester. 1952 wanderte er in die Vereinigten Staaten aus, wo er an der Coulter Academy in Los Angeles bis 1955 Achtklässler unterrichtete. 1955 heiratete er Anni Siemers, mit der er sieben Kinder hatte. Zwei Jahre später zog die Familie nach Córdoba im mexikanischen Bundesstaat Veracruz. 1967 ließ sich die Familie Lau endgültig in Fortín de las Flores nieder.
Neben seiner Tätigkeit als Priester war Lau an Pflanzen, insbesondere an Kakteen und anderen Sukkulenten interessiert. Dazu unternahm er Forschungsreisen durch Nord- und Südamerika und entdeckte dabei viele neue Arten, von denen er auch Erstbeschreibungen anfertigte. So zum Beispiel:
- Coryphantha tripugionacantha A.B.Lau
- Echinocereus pamanesiorum A.B.Lau
- Echinocereus spinigemmatus A.B.Lau

1973 wurde Lau Mitglied der Internationalen Organisation für Sukkulentenforschung. Die Cactus and Succulent Society of America verlieh ihm 1. Juni 1981 auf ihrer Tagung in Albuquerque den CSSA Fellow Award.

## Ehrungen
Einige sukkulente Pflanzen wurden ihm zu Ehren benannt, zum Beispiel:
- Copiapoa laui Diers
- Echeveria laui R.Moran & J.Meyrán
- Echinocereus laui G.Frank
- Epiphyllum laui Kimnach
- Turbinicarpus laui Glass & Foster

## Schriften (Auswahl)
Zeitschriftenbeiträge
- The Story of Shawintu Pujupat Dagses. In: National Cactus and Succulent Journal. Band 26, Nummer 3, 1971, S. 76.
- South American cactus Log. Cactus and Succulent Journal. 35 Teile, Cactus and Succulent Society of America, 1979–1991.
- Echeveria diffractens, sp. nov. In: Cactus and Succulent Journal. Band 53, Nummer 1, Cactus and Succulent Society of America, 1981, S. 4–7. –  mit Myron William Kimnach
- Echinocereus tayopensis Marshall. In: Succulenta. Band 64, Nummer 5, 1985, S. 108–110.
- South American cactus Log: chapter 36. Cactus and Succulent Journal. Band 67, Nummer 3, Cactus and Succulent Society of America, 1995, S. 148–151.
- Some observations on Mammillaria species bearing my field numbers. In: Journal of the Mammillaria Society. Band 37, Nummer 2, 1997, S. 29–30.
- Eine neue Euphorbia in der Sierra Salamanca, Tamaulipas, Mexiko. In: Avonia. Band 20, Nummer 3, 2002, S. 52–53.
- Die weissblattrige Echeveria pulvinata ist kein Kultivar. in: Avonia. Band 22, Nummer 2, 2004, 29–31.
- The elusive Mammillaria carmenae. In: International Cactus Adventures. Nummer 71, 2006, S. 11–17.

Feldnummernlisten
- Feldnummern-Liste Alfred B. Lau: Südamerika 1968–1972. Arbeitskreis für Mammillarienfreunde, 1994, ISBN 3-926573-05-8.
- Feldnummern-Liste Alfred B. Lau: Mexico 1972–1992. Arbeitskreis für Mammillarienfreunde, 1992, ISBN 3-926573-04-X.

## Nachweise